# Smilax anguina
Smilax anguina är en enhjärtbladig växtart som beskrevs av Kurt Krause. Smilax anguina ingår i släktet Smilax och familjen Smilacaceae. Inga underarter finns listade.